# Tchê Tchê
Danilo das Neves Pinheiro (São Paulo, 30 de agosto de 1992), mais conhecido como Tchê Tchê, é um futebolista brasileiro que atua como meio-campista. Atualmente joga no Vasco da Gama.

## Biografia
Nascido em São Paulo, Danilo morava em Guaianases, na zona leste da capital paulista quando jogava futsal no Juventus da Mooca, aos 14 anos. Inscrito por seu pai na Supercopa Compre Bem, conhecida por revelar jovens, Danilo não passou no primeiro ano de teste. Mas, no segundo ano, em que 15 mil jovens haviam se inscrito, Danilo passou pelos testes, sobrando apenas quatro atletas. Aprovado, ele passou a ser jogador do Pão de Açúcar, que futuramente, comprado pelo Grêmio Osasco, passou a se chamar Audax.

## Carreira

### Início
Revelado pelo Pão de Açúcar, Tchê Tchê foi emprestado para três times diferentes, sendo eles Guaratinguetá, Ponte Preta e Boa Esporte, antes de ganhar destaque ao retornar para o clube de Osasco, onde disputou o Campeonato Paulista de 2016. Peça chave do time de Fernando Diniz, Tchê Tchê foi titular em todas as partidas da competição e marcou um gol importante no campeonato, sendo ele contra o Corinthians, na semifinal, levando o time para a final.
Em 2014 foi emprestado ao Guaratinguetá. Já em 2015, sendo chamado de Danilo Neves, foi emprestado à Ponte Preta e ao Boa Esporte. Em 2016, novamente como Tchê Tchê, reencontrou o bom futebol e se destacou na campanha do mesmo Audax que culminou no vice-campeonato estadual. Ao final da competição, o jogador foi eleito um dos melhores meias e a revelação do torneio.

### Palmeiras
Após ser vice-campeão paulista pelo Audax, o jovem foi eleito o melhor meia e a revelação do torneio estadual. Tendo já assinado um pré-contrato com o Palmeiras durante o Campeonato Paulista, no dia 11 de maio o jogador se apresentou ao clube e assinou o contrato definitivo válido por três anos.
Indicação da comissão técnica de Cuca, o atleta não sentiu o peso da camisa, superou as expectativas e, além da assiduidade em campo, mostrou versatilidade, intensidade, talento e presença de área para marcar gols. Ao todo, o camisa 32 somou 39 partidas e três gols no segundo semestre. Pelo Campeonato Brasileiro, atuou em 37 (das 38) rodadas. A única ausência do Motorzinho foi numa suspensão por três cartões amarelos. Além disso, foi eleito pela CBF o melhor meia do torneio.
Estreou pelo clube logo na primeira rodada do Brasileirão, no dia 14 de maio, sendo titular na goleada de 4 a 0 contra o Athletico Paranaense. Logo após o início do Campeonato Brasileiro, Tchê Tchê tornou-se peça fundamental no elenco do Palmeiras comandado por Cuca, por conta de sua velocidade e rapidez em campo, além se sua versatilidade, jogando em diversas posições.
Marcou seu primeiro gol pelo clube no dia 31 de agosto, na primeira partida do time pela Copa do Brasil, contra o Botafogo-PB. Após receber passe do argentino Agustín Allione dentro da pequena área, Tchê Tchê driblou o zagueiro do time paraibano e balançou as redes, sacramentando a vitória do time alviverde por 3 a 0.
Tchê Tchê foi uns dos principais jogadores do Palmeiras no ano de 2016, quando o clube sagrou-se campeão brasileiro. Ele foi o "motorzinho" do time segundo o treinador Cuca, não atuando em apenas uma das 38 partidas do campeonato. Por tudo isso, não poderia ficar de fora da seleção do Campeonato Brasileiro naquele ano e foi cotado em algumas ocasiões para vestir a camisa da Seleção Brasileira, mas não teve sua oportunidade com o técnico Tite. O atleta também foi muito sondado por alguns clubes da Europa.
Completou seu 100º jogo pelo Palmeiras no dia 10 de fevereiro de 2018, numa vitória por 2 a 0 sobre o Mirassol, válida pelo Campeonato Paulista.

### Dínamo de Kiev

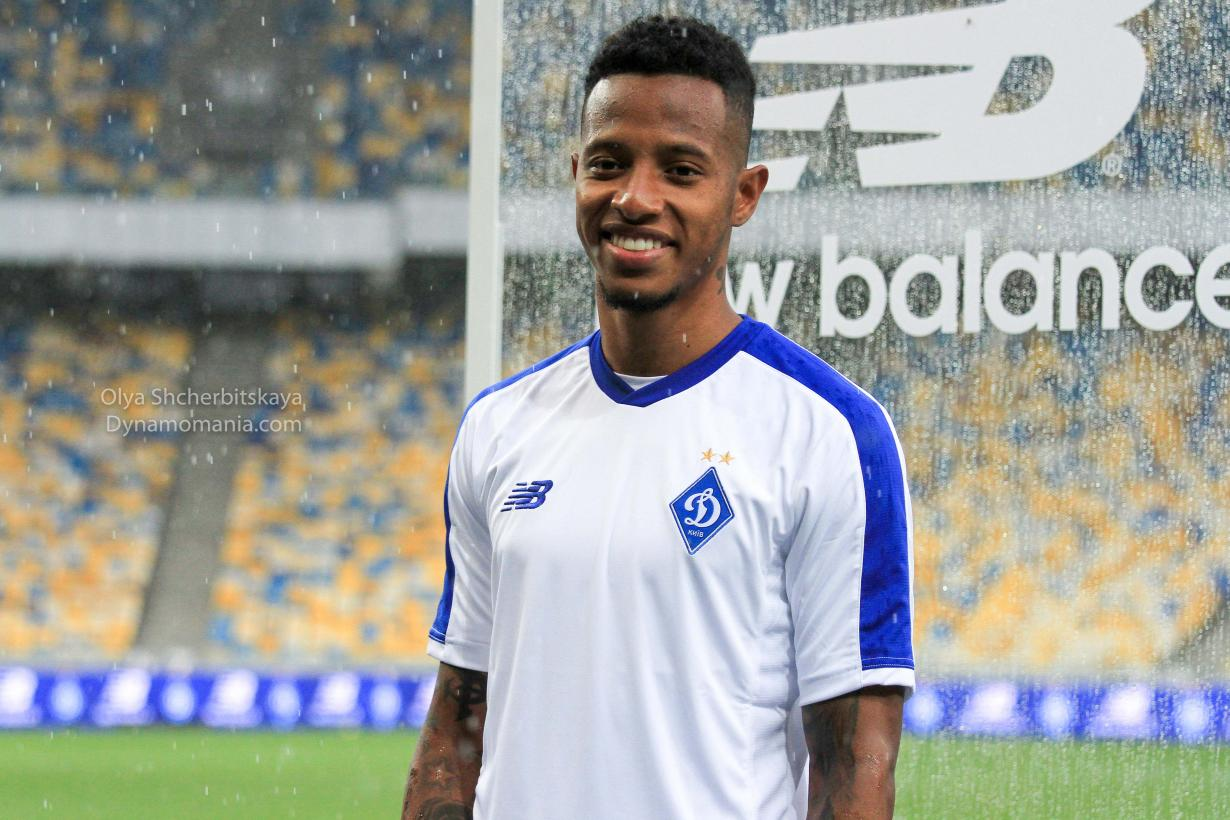
Tchê Tchê em 2018.

Por 4,8 milhões de euros, o volante foi vendido ao Dínamo de Kiev, da Ucrânia, no dia 23 de maio de 2018.
Sagrou-se campeão da Supercopa da Ucrânia no dia 21 de julho, sendo titular e atuando os 90 minutos na vitória de 1 a 0 contra o Shakhtar Donetsk.

### São Paulo
Em 1 de abril de 2019, acertou por quatro temporadas com o São Paulo. Pelo Tricolor, fez parte do time que terminou em 4º lugar no Brasileirão de 2020.
Teve uma discussão com o técnico Fernando Diniz no dia 6 de janeiro de 2021, na derrota do São Paulo por 4 a 2 para o Red Bull Bragantino, pela 28ª rodada. Durante a partida, Diniz chamou o volante de "mascaradinho" e "perninha". A frase não repercutiu bem, gerando debates sobre o limite do papel do técnico na área de trabalho. Na ocasião, Diniz desculpou-se com o atleta.
Em agosto, durante uma entrevista para o podcast Podpah, Tchê Tchê pronunciou-se pela primeira vez sobre o assunto:
| “ | Não foi um negócio saudável pra mim. Fiquei com muita raiva, uma raiva incontrolável. No final das contas eu agi da maneira certa e as coisas continuaram dando certo pra mim. Eu não precisava virar para o cara e xingar. Eu não fui criado assim. Do mesmo jeito que eu não sou um ‘mala’, eu não sou um cara desrespeitoso. O cara (Diniz) me conhecia, tinha uma ligação forte, então acho que foi uma coisa desnecessária. | ” |

### Atlético Mineiro
No dia 6 de abril de 2021, acertou por empréstimo até maio de 2022 com o Atlético Mineiro. O jogador foi bastante utilizado pelo técnico Cuca (com quem já havia trabalhado no Palmeiras) ao longo da temporada, chegando a fazer vários jogos como titular, embora tenha perdido a posição entre os 11 principais para o argentino Matías Zaracho. Ainda assim, mesmo no banco, foi constantemente acionado durante as partidas para a recomposição de meio-campo em substituições.
Ao final da temporada 2021, Tchê Tchê sagrou-se bicampeão brasileiro e conquistou a Tríplice Coroa Nacional com o clube mineiro, vencendo o Campeonato Mineiro de 2021, o Campeonato Brasileiro de 2021 e a Copa do Brasil de 2021.

### Botafogo
Foi contratado pelo Botafogo por um valor em torno de R$ 5 milhões em abril de 2022, assinando contrato em definitivo até dezembro de 2024. O jogador logo conquistou a titularidade da equipe, sendo um dos principais jogadores da espinha dorsal montada pelo treinador Luis Castro.
Em 2023, fez parte do time que se tornou o melhor da história dos pontos corridos no 1º turno, performando em alto nível ao lado de Marlon Freitas e Eduardo. Após a derrocada do Botafogo no segundo turno, manteve-se como um dos poucos a serem poupados pelo fracasso, conseguindo ainda ser indicado para a seleção do ano do Troféu Mesa Redonda da TV Gazeta.
No início da temporada 2024, Tchê Tchê se tornou o primeiro jogador a completar 100 jogos pelo Botafogo após a compra da SAF pelo empresário americano John Textor. No dia 30 de novembro de 2024 sagrou-se campeão da Copa Libertadores da América de 2024.
Tchê Tchê encerrou a temporada 2024, campeão brasileiro e da Libertadores. Ele foi a campo em 55 jogos, 31 deles como titular. Também deixou o Glorioso, onde disputou ao todo 150 partidas desde 2022, com cinco gols marcados e sete assistências.

### Vasco da Gama
Em janeiro de 2025, depois de ficar livre no mercado após o término de seu contrato com o Botafogo, Tchê Tchê foi anunciado como reforço do Vasco da Gama. O volante assinou contrato válido por dois anos com o Gigante da Colina.

## Estatísticas

### Clubes
Atualizadas até 12 de junho de 2024.
| Clube             | Temporada         | Liga  | Liga | Copa  | Copa | Continental | Continental | Outros | Outros | Total | Total |
| Clube             | Temporada         | Jogos | Gols | Jogos | Gols | Jogos       | Gols        | Jogos  | Gols   | Jogos | Gols  |
| ----------------- | ----------------- | ----- | ---- | ----- | ---- | ----------- | ----------- | ------ | ------ | ----- | ----- |
| Audax             | 2011              | —     | —    | —     | —    | —           | —           | 1      | 0      | 1     | 0     |
| Audax             | 2012              | —     | —    | —     | —    | —           | —           | 24     | 2      | 24    | 2     |
| Audax             | 2013              | —     | —    | —     | —    | —           | —           | 42     | 6      | 42    | 6     |
| Audax             | 2014              | —     | —    | —     | —    | —           | —           | 10     | 0      | 10    | 0     |
| Audax             | 2016              | —     | —    | —     | —    | —           | —           | 19     | 1      | 19    | 1     |
| Audax             | Total             | —     | —    | —     | —    | —           | —           | 96     | 9      | 96    | 9     |
| Guaratinguetá     | 2014              | 15    | 0    | —     | —    | —           | —           | —      | —      | 15    | 0     |
| Ponte Preta       | 2015              | —     | —    | 1     | 0    | —           | —           | 0      | 0      | 1     | 0     |
| Boa Esporte       | 2015              | 3     | 0    | —     | —    | —           | —           | —      | —      | 3     | 0     |
| Palmeiras         | 2016              | 37    | 2    | 2     | 1    | —           | —           | —      | —      | 39    | 3     |
| Palmeiras         | 2017              | 34    | 0    | 4     | 0    | 7           | 0           | 8      | 2      | 53    | 2     |
| Palmeiras         | 2018              | 1     | 0    | 0     | 0    | 3           | 0           | 14     | 0      | 18    | 0     |
| Palmeiras         | Total             | 72    | 2    | 6     | 1    | 10          | 0           | 22     | 2      | 110   | 5     |
| Dínamo de Kiev    | 2018–19           | 9     | 0    | 1     | 0    | 5           | 0           | 1      | 0      | 16    | 0     |
| São Paulo         | 2019              | 35    | 1    | 2     | 0    | —           | —           | —      | —      | 37    | 1     |
| São Paulo         | 2020              | 34    | 4    | 5     | 0    | 8           | 0           | 11     | 0      | 58    | 4     |
| São Paulo         | 2021              | —     | —    | —     | —    | —           | —           | 3      | 1      | 3     | 1     |
| São Paulo         | Total             | 69    | 5    | 7     | 0    | 8           | 0           | 14     | 1      | 98    | 6     |
| Atlético Mineiro  | 2021              | 33    | 1    | 9     | 0    | 10          | 0           | 5      | 0      | 57    | 1     |
| Atlético Mineiro  | 2022              | 0     | 0    | 0     | 0    | 1           | 1           | 7      | 0      | 8     | 1     |
| Atlético Mineiro  | Total             | 33    | 1    | 9     | 0    | 11          | 1           | 12     | 0      | 65    | 2     |
| Botafogo          | 2022              | 29    | 1    | 2     | 0    | 0           | 0           | 0      | 0      | 31    | 1     |
| Botafogo          | 2023              | 36    | 2    | 6     | 0    | 11          | 1           | 11     | 0      | 64    | 3     |
| Botafogo          | 2024              | 6     | 0    | 1     | 0    | 10          | 0           | 9      | 1      | 26    | 1     |
| Botafogo          | Total             | 71    | 3    | 9     | 0    | 21          | 1           | 20     | 0      | 121   | 45    |
| Total na carreira | Total na carreira | 272   | 11   | 33    | 2    | 55          | 1           | 165    | 12     | 510   | 26    |

1. 1 2  Jogo(s) do Campeonato Paulista - Série A2
2. ↑  23 jogos e quatro gols do Campeonato Paulista - Série A2, 19 jogos e dois gols da Copa Paulista
3. 1 2 3 4 5 6  Jogo(s) do Campeonato Paulista
4. 1 2 3 4  Jogo(s) da Copa Libertadores
5. ↑  Um jogo da Liga dos Campeões da UEFA, quatro jogos da Liga Europa da UEFA
6. ↑  Jogo da Supercopa da Ucrânia
7. ↑  Seis jogos da Copa Libertadores, dois jogos da Copa Sul-Americana
8. 1 2  Jogo(s) do Campeonato Mineiro

## Títulos
Palmeiras
- Campeonato Brasileiro: 2016 e 2018[37]

Dínamo de Kiev
- Supercopa da Ucrânia: 2018[38]

São Paulo
- Campeonato Paulista: 2021

Atlético Mineiro
- Campeonato Brasileiro: 2021
- Copa do Brasil: 2021
- Campeonato Mineiro: 2021 e 2022
- Supercopa do Brasil: 2022

Botafogo
- Copa Libertadores da América: 2024
- Campeonato Brasileiro: 2024

### Prêmios individuais
- Revelação do Campeonato Paulista: 2016[39]
- Seleção do Campeonato Paulista: 2016[40]
- Bola de Prata: 2016[41]
- Prêmio Craque do Brasileirão: 2016[42]
- Troféu Mesa Redonda - Seleção da Temporada:  2023[43]